# Hartford (Michigan)
Hartford – miasto w Stanach Zjednoczonych, w stanie Michigan, w hrabstwie Van Buren.